# أندرياس كابلان
أندرياس كابلان (بالألمانية: Andreas M. Kaplan) (و. 1977  م) هو اقتصادي ألماني، ولد في ميونخ.

## التعليم
تعلم في الكلية العليا للتجارة في باريس، وجامعة لودفيغ ماكسيميليان في ميونخ، والمدرسة العليا للتجارة، والمدرسة الوطنية للإدارة، وجامعة كولونيا، وجامعة باريس 1 - بانتيون سوربون.